# Agencia de Tecnología, Transporte y Construcción de Ferrocarriles de Japón
La  Agencia de Tecnología, Transporte y Construcción de Ferrocarriles de Japón (鉄道建設・運輸施設整備支援機構 Tetsudō Kensetsu Un'yu Shisetsu Seibi Shien Kikō?), abreviado como JRTT (de su denominación en inglés Japan Railway Construction, Transport and Technology Agency), es una agencia administrativa incorporada (独立行政法人 Dokuritsu gyōsei hōjin?) que tiene el fin de desarrollar la red ferroviaria y operar parte de las empresas ferroviarias que componen el Japan Railways Group. La oficina central está ubicada en la ciudad de Yokohama, prefectura de Kanagawa.
Creada por una ley aprobada por la Dieta Nacional el 1 de octubre de 2003, la JRTT asume las funciones de las entonces Japan Railway Construction Public Corporation (JRCC) y Corporation for Advanced Transport and Technology (CATT).

## Utilidad

### Propósito
Establecer un sistema de transporte basado en modos de transporte masivo a través de la construcción de líneas ferroviarias y proveyendo asistencia para promover el desarrollo de empresas de ferrocarriles, navieras y otras.

### Negocios
La JRTT participó en la construcción y el soporte técnico de ferrocarriles y otros proyectos de transporte en Japón. La JRTT lideró numerosos proyectos de construcción ferroviarios desde su existencia, incluyendo:
- Metro Municipal de Nagoya (2004)
- Kyushu Shinkansen (2004)
- Línea del aeropuerto de Meitetsu (2005)
- Tsukuba Express (2005)
- Línea Osaka Higashi (2008)
- Línea Fukutoshin (2009)
- Línea Keisei al aeropuerto de Narita (2010)
- Enlace ferroviario del este de Kanagawa (2023)

Además de sus proyectos ferroviarios, la JRTT ha invertido en la investigación marítima, como en el Ferry JR Miyajima.
También realiza funciones administrativas relacionadas con la liquidación de los Ferrocarriles Nacionales Japoneses , como la gestión de las pensiones de los ex empleados de JNR.

## Subsidiarias
La JRTT es la empresa matriz de las siguientes empresas del Grupo JR:
- JR Hokkaidō
- JR Shikoku
- JR Freight

En 2011, la Dieta Nacional aprobó una legislación que autorizaba a la JRTT a usar sus ganancias para la construcción de la red de líneas Shinkansen.
JRTT fue accionista de JR West, JR Central y JR Kyushu hasta que  ofreció las acciones al público (JR East fue privatizada poco antes de que se fundara JRTT).